# Аристотель с бюстом Гомера
«Аристотель, созерцающий бюст Гомера» (нидерл. Aristoteles peinzend bij een borstbeeld van Homerus) — крупная по размерам (143,5 × 136,5 см) картина Рембрандта, написанная по заказу итальянского коллекционера в 1653 году. Это типичный для творчества художника портрет, в данном случае замаскированный под исторический сюжет.
Картина играет сюжетообразующую роль в романе Дж. Хеллера «Вообрази себе картину» (1988).

## История
В 1652 году Рембрандт получил заказ от сицилийского аристократа Антонио Руффо (1610/11—1678), который высоко оценил увиденные в Риме офорты Рембрандта и предложил художнику через своего агента в Амстердаме 500 флоринов за картину, изображающую философа. Сумма была очень внушительной (в 8 раз выше средней цены картины в Италии). Рембрандт выполнил заказ, картина была отправлена морем в Мессину, Руффо остался очень доволен и впоследствии заказал Рембрандту ещё две картины, изображающие Александра Македонского (1661, утрачена) и Гомера (1663, Маурицхёйс). Заказ из далёкой Италии является свидетельством прижизненной европейской славы Рембрандта.

## Описание
Фон картины — тёмный занавес и внушительная стопа книг в углу. В центре стоит Аристотель в шляпе с большими полями и богатом одеянии, украшенном массивной золотой цепью, на которой висит медальон. Одну руку он держит на бюсте Гомера (бюст этот, судя по описи при банкротстве в 1656 году, находился в коллекции Рембрандта). Исследователи полагают, что на медальоне изображён Александр Македонский.

## Самая дорогая картина
Полотно оставалось во владении княжеского семейства Руффо до конца XVIII века. В 1810 году аукционный дом «Кристис» выставил его на продажу под названием «Скульптор перед бюстом» вместе с парным полотном (очевидно, это был «Гомер» из Маурицхёйса). На протяжении почти всего XIX века картина висела в Эшридж-Парке — загородном имении английских графов Браунлоу. В 1961 году Метрополитен-музей приобрёл полотно на аукционе за рекордные 2,3 млн долларов. До этого на протяжении 30 лет титул самой дорогой картины принадлежал «Мадонне Альбе» Рафаэля. Покупка «Аристотеля» вызвала большой ажиотаж в прессе. Чтобы оправдать вложения, музей организовал масштабную выставку, которая пользовалась огромным успехом у американцев.

## В популярной культуре
Картина является центральной темой романа Джозефа Хеллера 1988 года «Вообрази себе картину». В ней исследуется взгляд Рембрандта на общество, когда он размышляет о ценности денег.